# Neotoma
Neotoma — рід гризунів Північної та Центральної Америки, від північно-західної Канади до Нікарагуа. Вони живуть у різних середовищах існування, включаючи гарячі, сухі пустелі, вологі джунглі та скелясті схили. Neotoma мають довгі хвости, великі вуха та великі чорні очі.

## Морфологічна характеристика
Залежно від виду, довжина тіла становить від 150 до 230 мм, довжина хвоста — від 75 до 240 мм, а вага — від 199 до 450 грамів. Хутро може бути як м'яким, так і трохи грубим. Ніжне забарвлення верхньої поверхні варіює від світлого, сіро-пісочного до темно-сірого і корично-пісочного. Низ чисто білий, світло-сірий або пісочного кольору. Вид Neotoma chrysomelas має яскраве рудувато-коричневе забарвлення хутра.

## Спосіб життя
Деякі види створюють складні нори або житла, які вони вистилають гілками, стеблами, листям, кістками, камінням або іншими матеріалами. Житла часто розміщують на землі, на скелях або біля основи дерев. Вони населяються кількома поколіннями і з роками можуть досягати двох метрів у висоту та діаметрі. Neotoma — нічні поодинокі істоти. Вони дуже добре лазять, але зазвичай не лізуть високо на дерева. Їх раціон складається з коренів, стебел, листя та насіння. Іноді безхребетні збагачують запас їжі. Neotoma рідко п'ють воду, а в жарких пустельних регіонах вони задовольняють свої потреби в рідині з води, що зберігається в кактусах або інших рослинах.

## Розмноження
Період розмноження триває цілий рік. Залежно від виду кількість виводків коливається від одного до семи. Вагітність триває 30–40 днів. Молодняк відкриває очі через 21 день і відлучається через чотири тижні. Через вісім тижнів вони досягають дорослої ваги.

## Загрози
Кілька видів, ендемічних для малих островів, перебувають під загрозою зникнення. До них належать Neotoma anthonyi та Neotoma bunkeri, обидва з яких, можливо, вже вимерли. Причини цього полягають у знищенні середовища проживання та переслідуванні з боку інтродукованих диких кішок.